# Johann Steenstrup
Johann Steenstrup (znany też jako Japetus Steenstrup) (ur. 8 marca 1813 w Vang, zm. 20 czerwca 1897 w Kopenhadze) – duński biolog, botanik i zoolog. Odkrył i następnie opisał przemianę pokoleń u jamochłonów. Napisał opracowanie naukowe dotyczące prehistorycznej flory i fauny obszaru dzisiejszej Danii. Był profesorem Uniwersytetu Kopenhaskiego oraz dyrektorem Muzeum Przyrodniczego w Kopenhadze. W 1877 otrzymał Pour le Mérite za Naukę i Sztukę.
Był jednym z kilku autorów Flora Danica, atlasu botanicznego, którego kolejne części publikowane były przez 122 lata od 1761 do 1883. W pracy nad Flora Danica współpracował on z botanikiem Johanem Langiem. Uczniem Steenstrupa był botanik i fitogeograf Johannes Eugenius Warming.